# 金星☆ジュリエッタ
金星☆ジュリエッタ(きんせいじゅりえった）は、愛知県名古屋市を中心に活動している女性ローカルアイドルグループである。
愛称は、金ジュリ

## 概要
2015年5月デビュー。
名古屋に拠点を持つ複数の芸能事務所から選抜されたメンバーで構成された、女優系アイドルグループ。
メンバーはそれぞれの芸能事務所に所属し、女優やタレントとして活動していた。
金山商店街振興組合公認アイドル。
2020年4月18日解散。
2023年3月21日再デビュー。

## メンバー
| 名前                          | メンバーカラー         | 生年月日       | 活動期間                      | 備考 |
| ----------------------------- | ---------------------- | -------------- | ----------------------------- | ---- |
| おぎあずさ                    | ミルキーブルー         |                | 2023年3月21日                 |      |
| 渡邊りんか                    | ハッピーピンク         |                | 2023年3月21日 - 2024年5月25日 |      |
| 茅野ここ                      | ポッピングイエロー     |                | 2023年3月21日                 |      |
| KiRANA                        | エンジェルホワイト     |                | 2023年3月21日 - 2024年5月5日  |      |
| めむ                          | わたあめパープル       |                | 2024年3月24日                 |      |
| 紫雲つむぎ （しうんつむぎ）   | ライラックパープル     | 2006年1月1日   | 2024年10月7日 - 12月23日      |      |
| 桜木まりあ （さくらぎまりあ） | しゅわしゅわブルー担当 | 2005年9月22日  | 2024年10月7日                 |      |
| 犀川りの （さいかわりの）     | フレッシュオレンジ     | 2005年10月25日 | 2024年10月7日 - 2025年4月11日 |      |
| 姫華さよ（ひめなさよ）        | きゅるきゅるピンク     | 2005年2月7日   | 2024年10月7日 - 2025年6月1日  |      |
| Maki                          | ストロベリーレッド     | 2009年6月28日  | 2023年3月21日 - 2025年6月29日 |      |

### 解散前
| 名前       | 愛称       | 生年月日               | 出身地       | 活動期間                   | 所属事務所                 | 備考                                                            |
| ---------- | ---------- | ---------------------- | ------------ | -------------------------- | -------------------------- | --------------------------------------------------------------- |
| 新粥樹里   |            |                        |              | 初期 - 2016年3月           |                            |                                                                 |
| 新粥沙里   |            |                        |              | 初期 - 2016年3月           |                            |                                                                 |
| 阿曽雅弥   |            |                        |              | 初期 - 2016年6月           |                            |                                                                 |
| 神田咲名   | しゃおみん | 1997年7月21日（27歳）  |              | 初期 - 2016年6月           |                            | 元かなやまちゃっぴーズ                                          |
| 岡野杏奈   | あーちゅん |                        |              | 初期 - 2016年10月          |                            |                                                                 |
| 麻夏彩加   | あさちゃん | 1997年9月9日（27歳）   | 高知県       | 初期 - 2016年10月2日       | アメージングプロモーション |                                                                 |
| 伊藤潔香   | き～よ     | 2000年6月13日（24歳）  |              | 初期 - 2016年12月          |                            |                                                                 |
| 堀田阿沙子 | あこちゃん |                        |              | 初期 - 2017年1月29日       | サンミュージック名古屋     |                                                                 |
| 野崎朝陽   |            |                        |              | 初期 - 2017年3月           |                            |                                                                 |
| 君島伊織   |            |                        |              | 初期 - 2017年3月           |                            |                                                                 |
| 柴田果歩   | しばたん   | 1997年11月1日（27歳）  |              | 初期 - 2017年5月           | サンミュージック名古屋     |                                                                 |
| 山下杏奈   |            |                        |              | 初期 - 2017年5月           | サンミュージック名古屋     |                                                                 |
| 大西麗     | あっきー   | 2003年12月1日（21歳）  | 三重県       | 初期 - 2018年3月           |                            |                                                                 |
| 熊澤優里   |            |                        |              | 2017年3月 - 2018年5月      |                            |                                                                 |
| 星野七海   | ななみる   | 2005年7月24日（19歳）  | 愛知県       | 初期 - 2018年5月           |                            |                                                                 |
| 井上四季   | しーたん   | 2005年5月7日（20歳）   | 愛知県       | 初期 - 2018年6月9日        |                            |                                                                 |
| 杉浦香絵   | かえ様     | 1994年11月19日（30歳） | 愛知県       | 2016年7月 - 2018年6月      |                            |                                                                 |
| 濱咲ひかり |            |                        |              | 初期 - 2018年7月           |                            |                                                                 |
| 二村和佳奈 |            |                        |              | 2017年3月 - 2018年8月      |                            |                                                                 |
| 深谷双羽   | ふぅ       | 2003年12月6日（21歳）  | 愛知県       | 2016年7月 - 2019年3月23日  | NEWSエンターテインメント   |                                                                 |
| 鈴木美咲   | みさみさ   | 2003年12月2日（21歳）  |              | 2018年8月 - 2019年5月      |                            |                                                                 |
| 伊藤さやか | さあちゃん | 2002年3月16日（23歳）  |              | 2017年5月 - 2019年7月      | サンミュージック           |                                                                 |
| 桑原侑莉   |            |                        |              | 2019年4月 - 2019年8月      |                            |                                                                 |
| 石原深愛   | みんみ     |                        |              | 2018年4月 - 2019年11月23日 |                            | 元かなやまちゃっぴーズ 元虹のコンキスタドール 元恋色♡プリンセス |
| 木村寧来   | しずくぅ   | 2002年10月26日（22歳） | 愛知県一宮市 | 初期 - 2020年2月           | アメージングプロモーション | 元7☆3                                                           |
| 松尾梨菜   | りんりん   | 2003年2月22日（22歳）  | 愛知県       | 2016年7月 - 2020年2月      |                            |                                                                 |
| 後藤恭佳   | きぃたん   | 1996年12月26日（28歳） | 三重県       | 2016年7月 - 解散           | サンミュージッック         |                                                                 |
| 千藤優歌   | 千ちゃん   | 1998年11月4日（26歳）  | 岐阜県       | 2017年 - 解散              |                            |                                                                 |
| 黒岩咲耶   | さやたん   | 2000年4月14日（25歳）  |              | 2017年5月5日 - 解散        | NAC                        |                                                                 |
| 渡辺凛歌   | りっちゃん | 2005年8月26日（19歳）  |              | 2018年4月 - 解散           |                            |                                                                 |
| 加藤紀未   | つぐみん   | 2005年6月17日（19歳）  |              | 2018年8月 - 解散           |                            |                                                                 |
| 井田虹美   | ななちゃん | 2003年1月15日（22歳）  |              | 2018年11月 - 解散          |                            |                                                                 |
| 竹内心優   | みぃ～ゆ   |                        |              | 2019年4月 - 解散           |                            |                                                                 |

## オリジナル曲
- パーフェクトサンデー
- 天使じゃないロックンロール
- I ☆ You with happiness
- ミライメーカー
- nagareboshi
- 抱きしめてオーストラリア
- サステナブレイヴ
- ANZENドライバー

## 出演番組
美女のミニ惑　（テレビ愛知）　(2015.5.2)  出演: 岡野杏奈・新粥樹里
おばんちぃ  （三重テレビ）
(2015.12.10)
出演:堀田阿沙子・麻夏彩加・柴田果歩・岡野杏奈・野崎朝陽・山下杏奈・大西麗
名古屋発アイドル応援バラエティー　千原せいじのバズ☆ドル (テレビ愛知) (2016.8.13)

## 所属
所属事務所：
- （株）アメージングプロモーション